# Małko Tyrnowo
Małko Tyrnowo (bułg. Малко Търново) – miasto w Bułgarii, w obwodzie Burgas, siedziba gminy Małko Tyrnowo. W 2023 roku liczyło 1948 mieszkańców.

## Galeria zdjęć

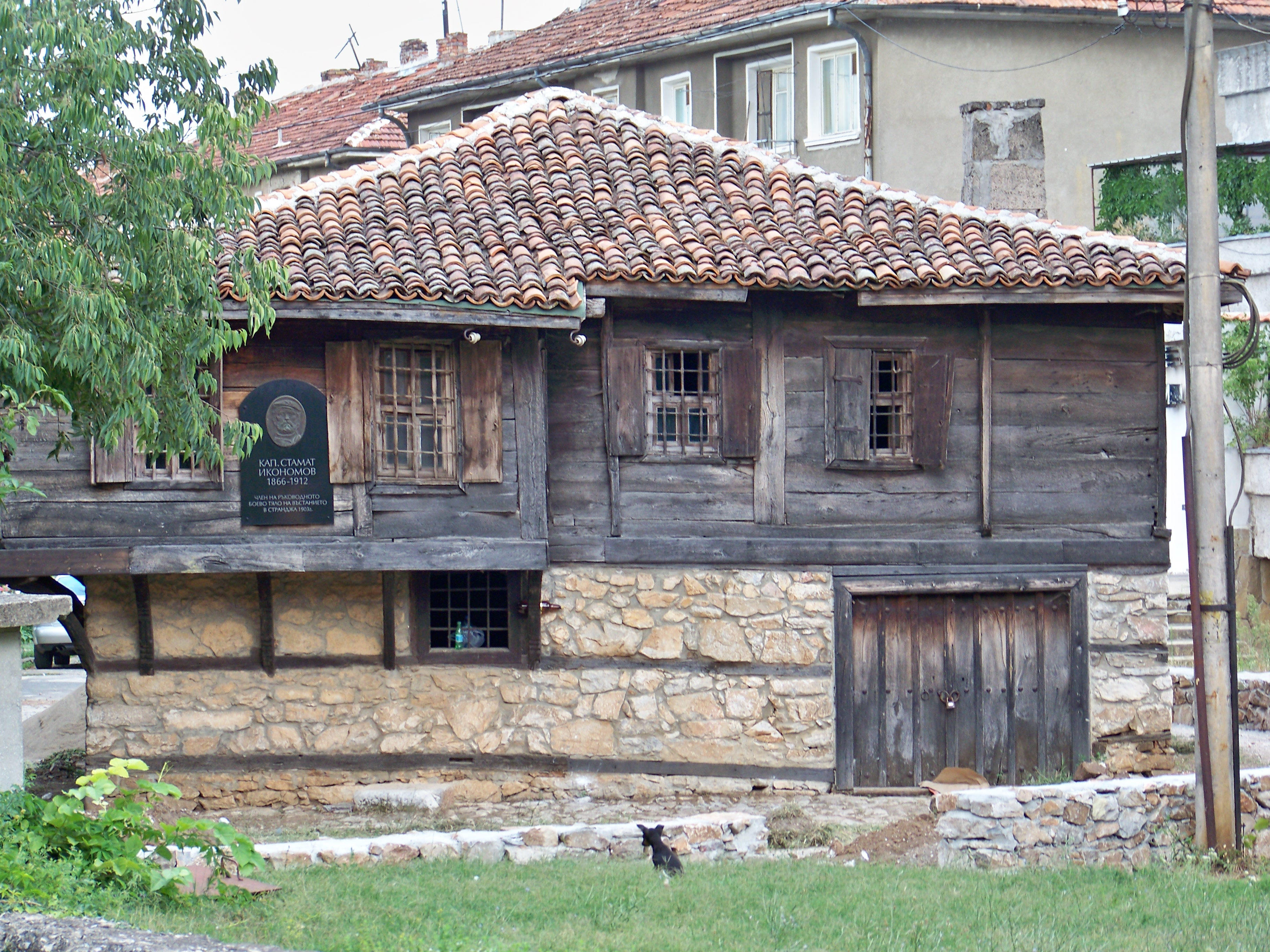
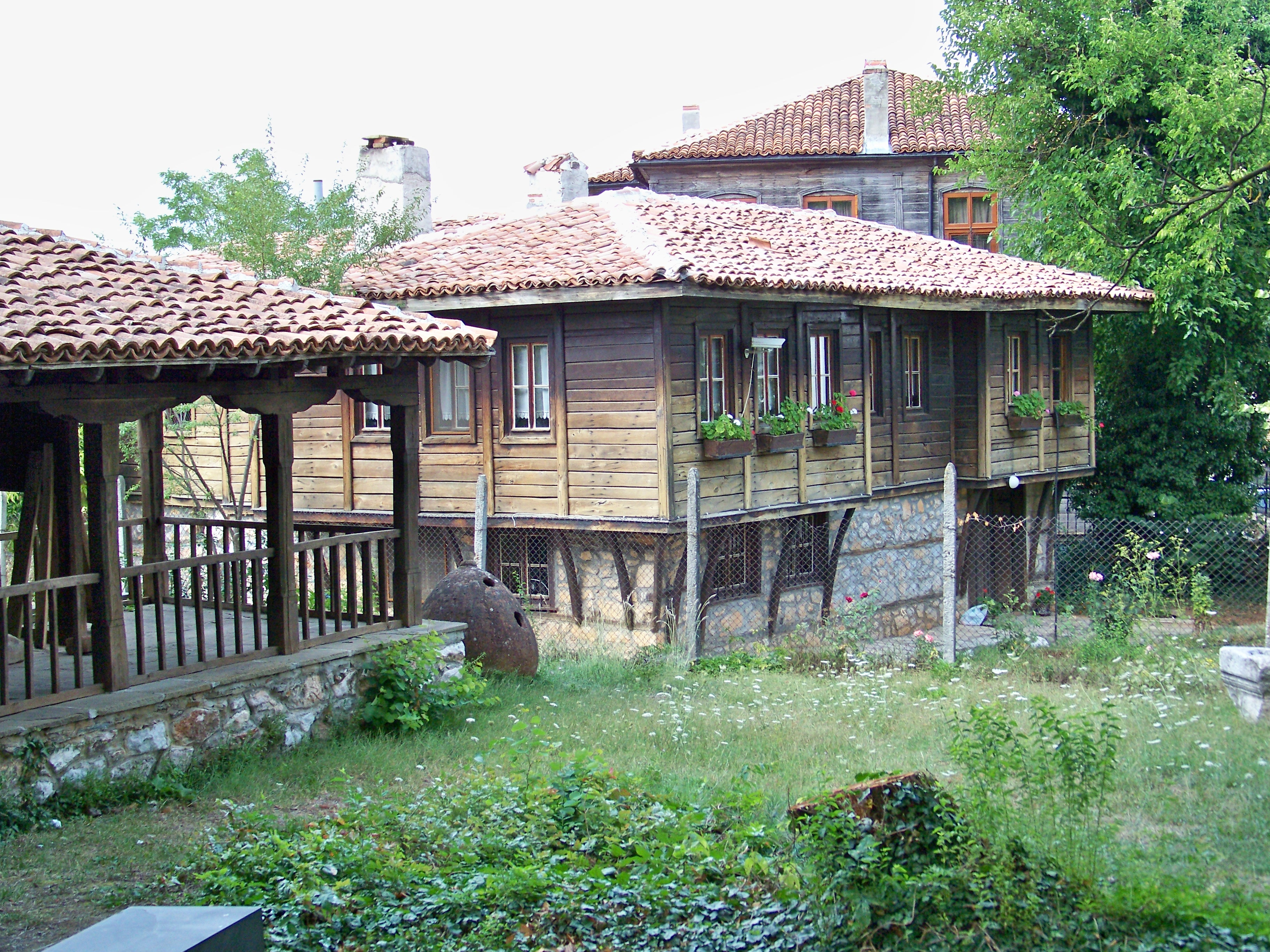
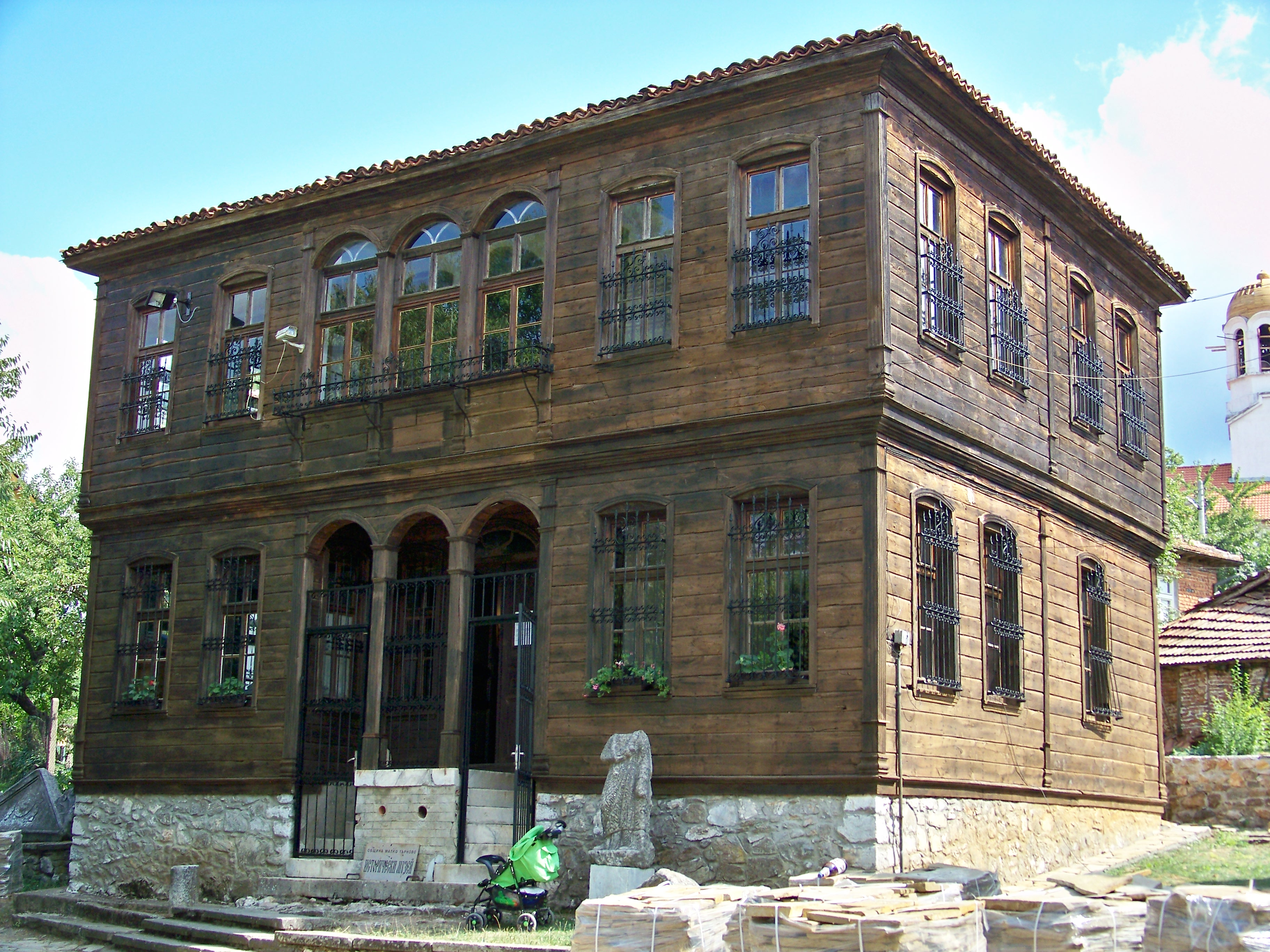
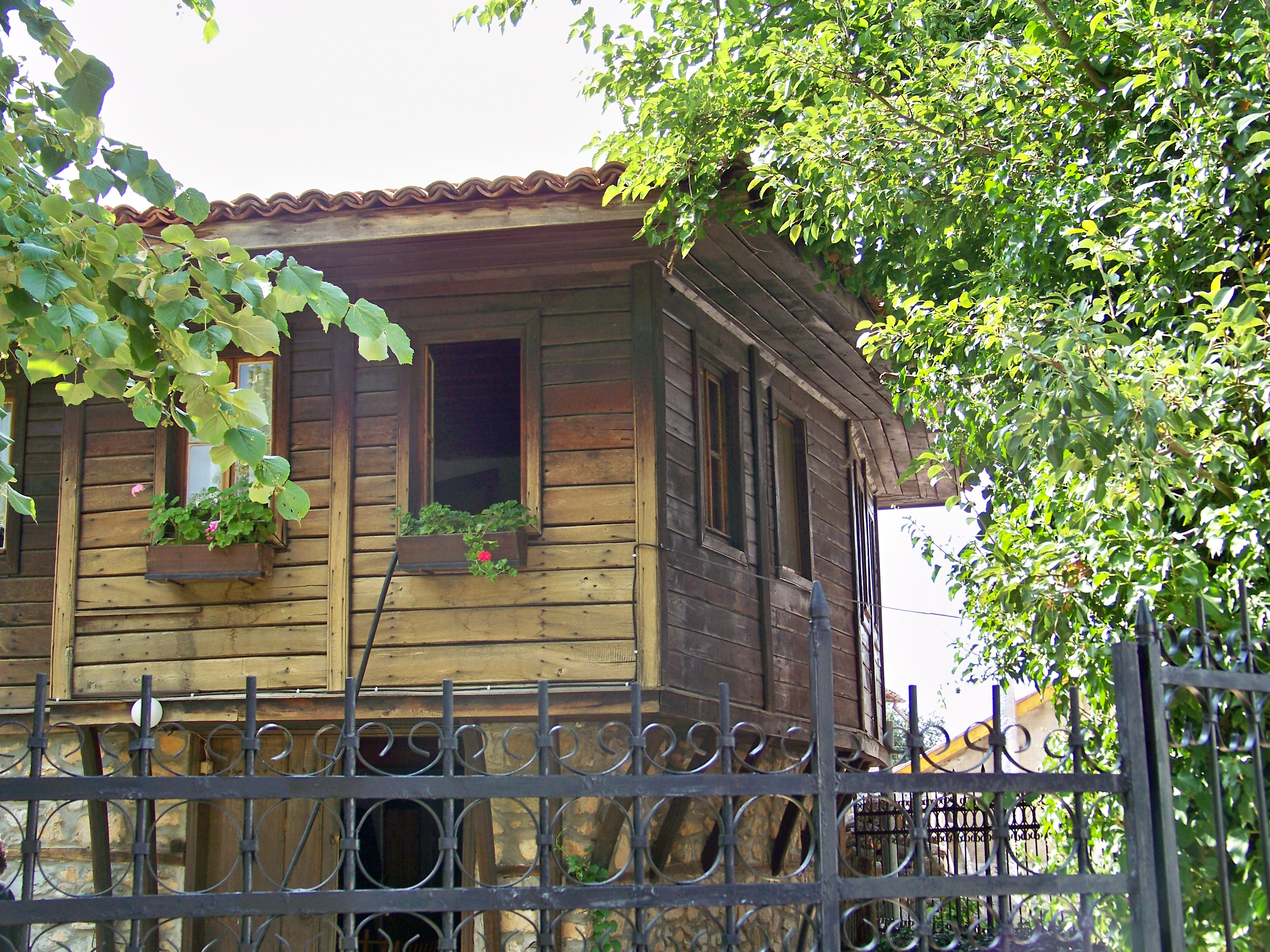
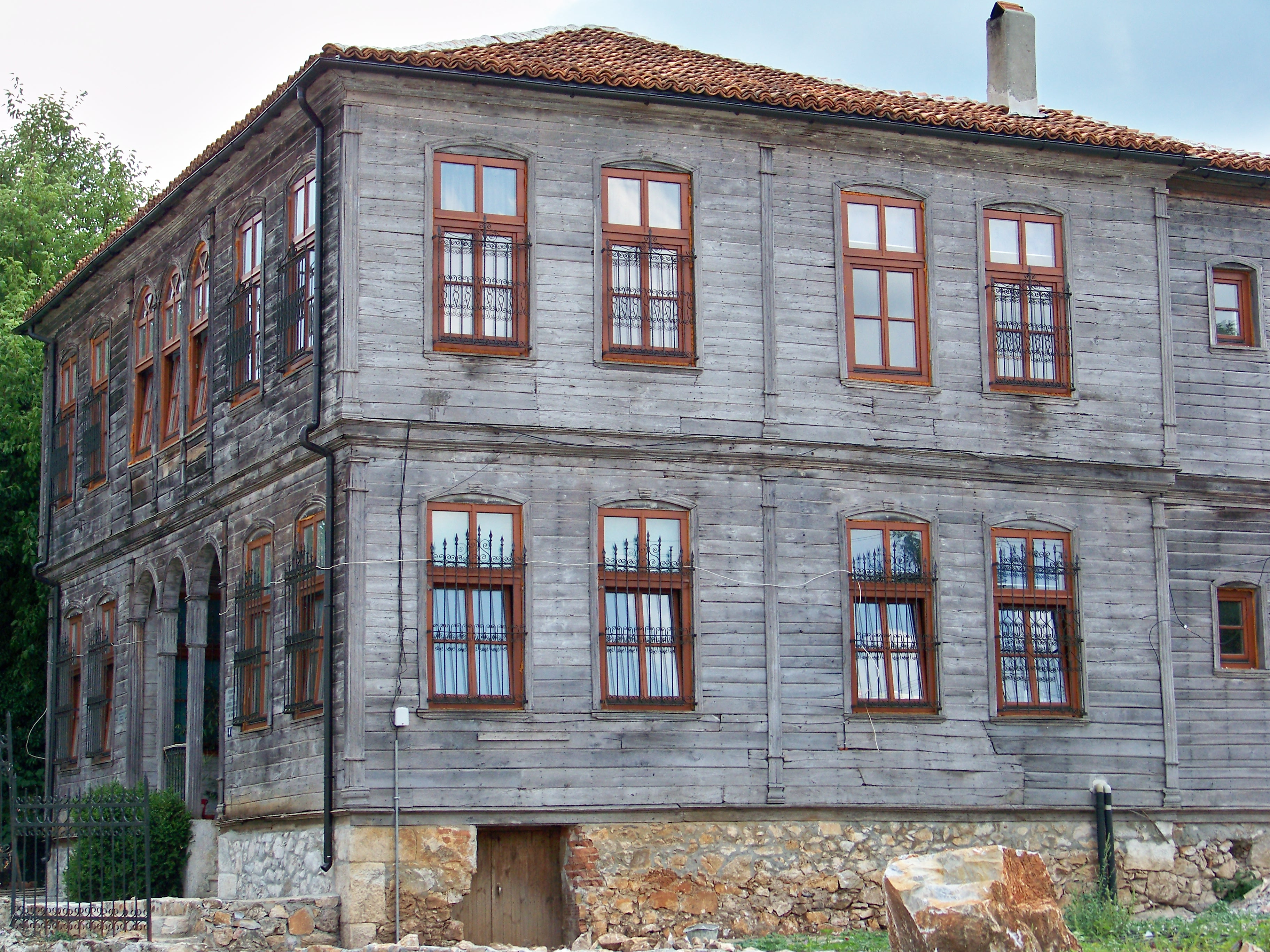
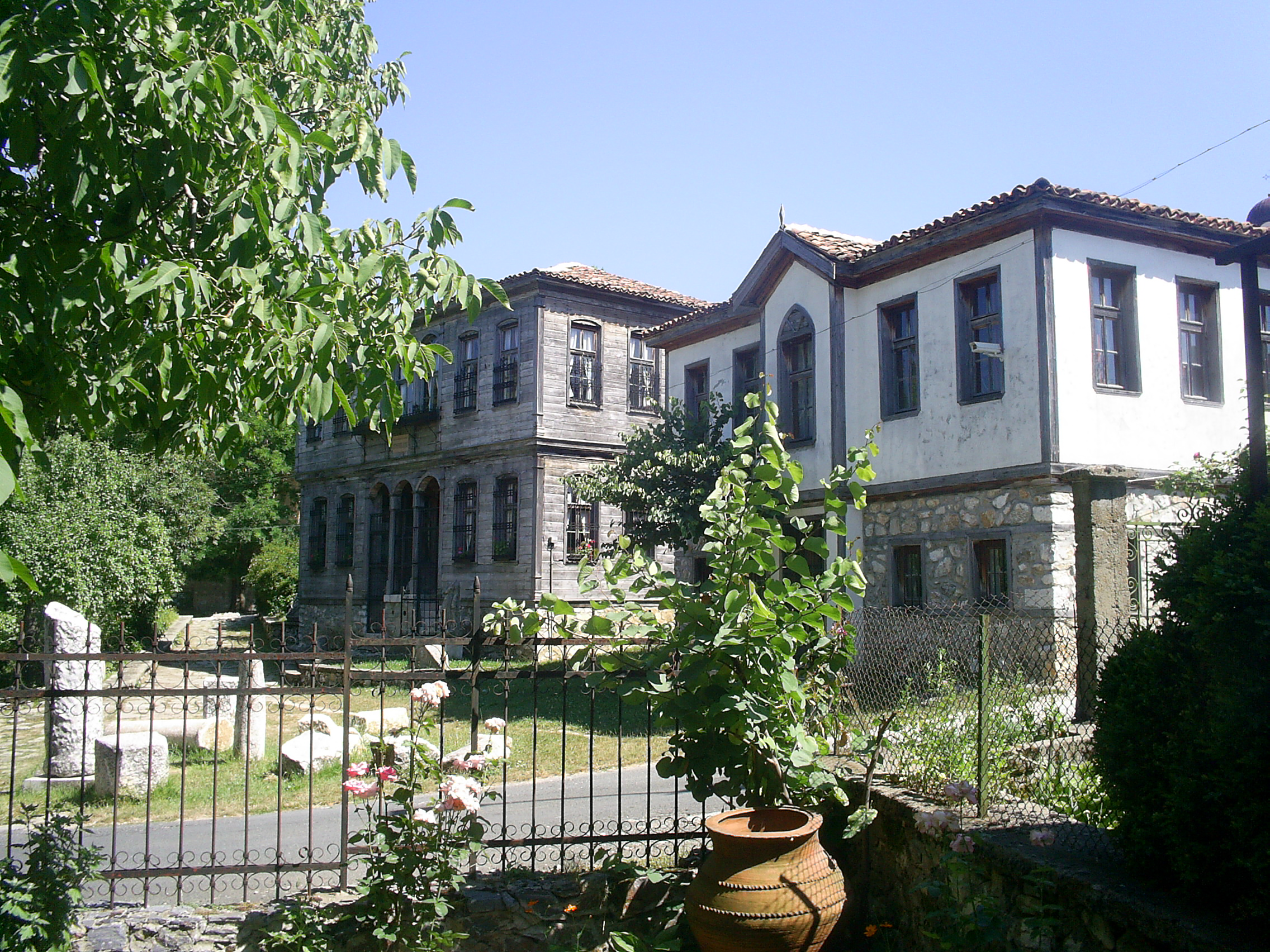